# Grotte de Thaïs
Pour les articles homonymes, voir Thaïs.
 (août 2013).
Si vous disposez d'ouvrages ou d'articles de référence ou si vous connaissez des sites web de qualité traitant du thème abordé ici, merci de compléter l'article en donnant les références utiles à sa vérifiabilité et en les liant à la section « Notes et références ».
La grotte de Thaïs est située à l'entrée est du village de Saint-Nazaire-en-Royans (sous la D1532), au pied du parc naturel régional du Vercors (département de la Drôme, France). C'est une grotte aménagée pour le tourisme et contenant des vestiges préhistoriques.

## Descriptif et historique
La rivière souterraine de Thaïs qui se jette dans la Bourne à sa sortie de la grotte, a créé un véritable labyrinthe de galeries. Au-delà du réseau d'entrée de 530 m une zone noyée se présente que les plongeurs explorent,,
. La dernière plongée date d'aout 2017. Le plongeur Xavier Méniscus s'arrête dans une salle sans suite évidente.

## Paléontologie

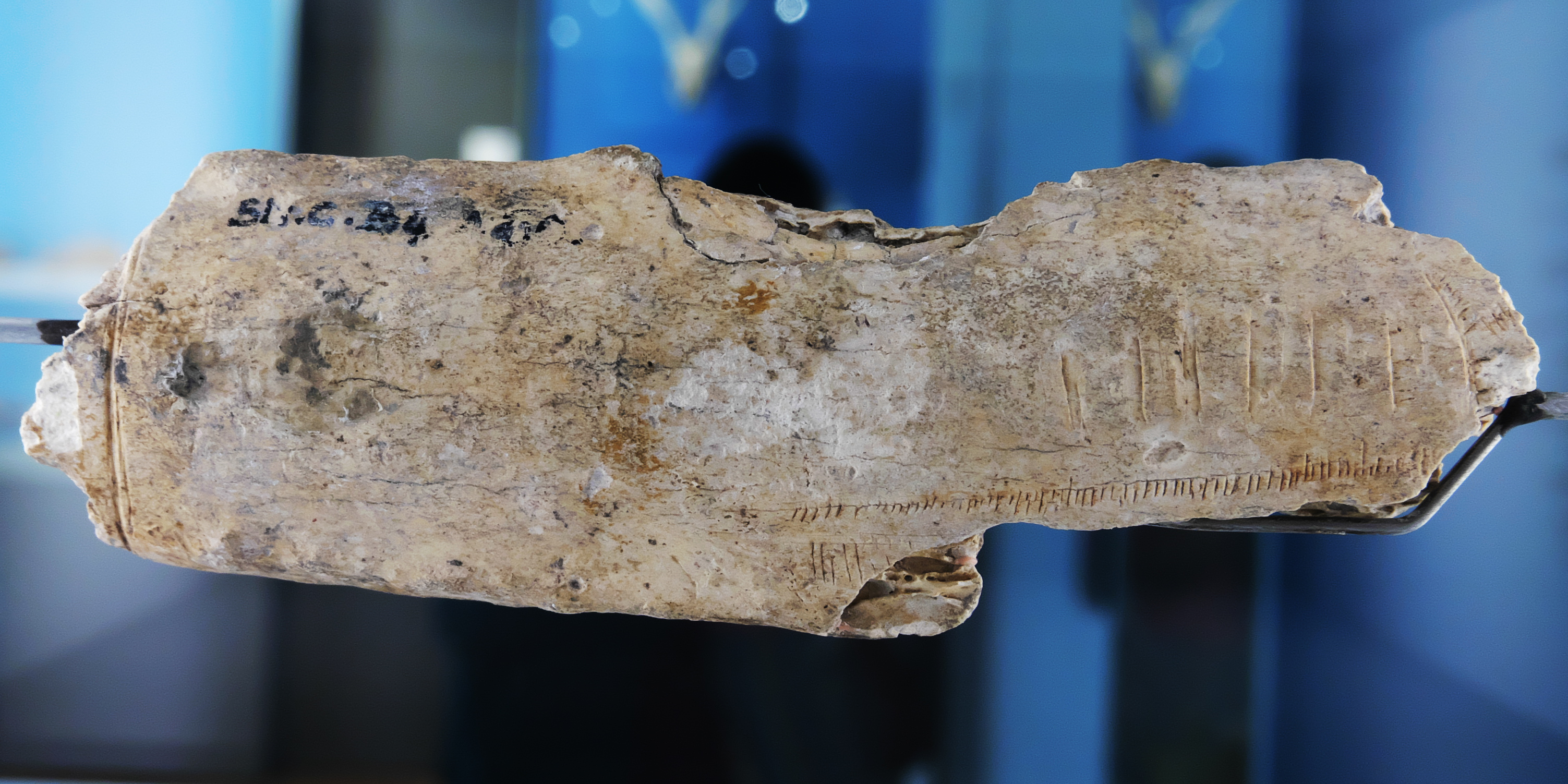
Os gravé provenant de la grotte de Thaïs. Coll. Musée de Valence.

La grotte se caractérise par le fait qu'elle est habitée à la fin du dernier âge glaciaire par des groupes humains de chasseurs qui côtoient alors un paysage de steppe froide où vivent les rennes, les ours, les loups et les perdrix des neiges.

## Étymologie
Le nom de « Taï  » provient d'une espèce locale de blaireau désignée sous ce terme.

## Visite
Une partie de la cavité est aménagée pour la visite du public .